# Aggettivi e nomi etnici relativi agli oggetti celesti

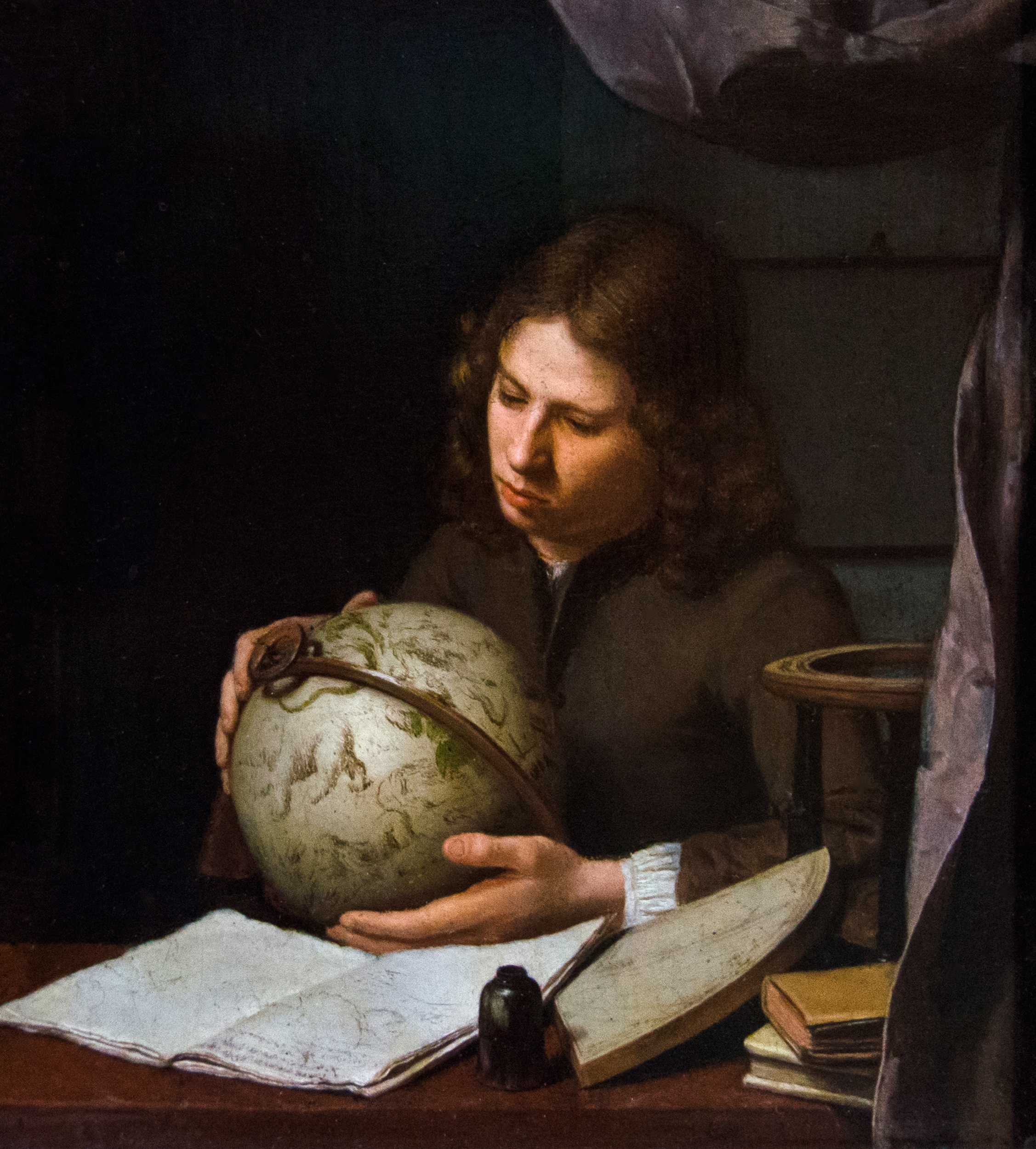
Un giovane astronomo di Olivier van Deuren, 1685 circa, National Gallery di Londra.

Segue una lista di aggettivi che indicano appartenenza o relazione a un determinato oggetto celeste, con relativi nomi etnici per indicare gli ipotetici abitanti di detti oggetti.
Nel caso più comune, in italiano per indicare gli abitanti di un corpo celeste viene sostantivato il rispettivo aggettivo (le valli marziane; l'attacco dei marziani); alcuni termini hanno però solo valore di aggettivo (come selenico) o di sostantivo (come selenita).
La lista raccoglie sia termini oggi comunemente usati dalla comunità scientifica, sia termini di uso raro o letterario.

## Oggetti generici
| Nome      | Aggettivo                   |
| --------- | --------------------------- |
| asteroide | asteroidale                 |
| astro     | astrale                     |
| cielo     | celeste, celesto            |
| cometa    | cometario                   |
| cosmo     | cosmico                     |
| galassia  | galattico                   |
| nebulosa  | nebulare                    |
| pianeta   | planetario                  |
| spazio    | spaziale                    |
| stella    | siderale, sidereo, stellare |
| universo  | universale                  |

## Stelle
| Nome | Aggettivo      |
| ---- | -------------- |
| Sole | eliaco, solare |

## Pianeti
| Nome     | Aggettivo e sostantivo | Solo aggettivo |
| -------- | ---------------------- | -------------- |
| Giove    | gioviale, gioviano     |                |
| Marte    | marziano               |                |
| Mercurio | mercuriano             | mercuriale     |
| Nettuno  | nettuniano             |                |
| Saturno  | saturniano             | saturnino      |
| Terra    | terrestre              |                |
| Urano    | uraniano               |                |
| Venere   | veneriano, venusiano   | citereo        |

## Pianeti nani
| Nome    | Aggettivo  |
| ------- | ---------- |
| Cerere  | cereriano  |
| Plutone | plutoniano |

## Satelliti naturali

### Terra
| Nome | Aggettivo e sostantivo | Solo aggettivo       | Solo sostantivo    |
| ---- | ---------------------- | -------------------- | ------------------ |
| Luna | lunare, seleniano      | selenico, selenitico | selenita, selenite |

### Giove
| Nome   | Aggettivo |
| ------ | --------- |
| Europa | europano  |

### Saturno
| Nome     | Aggettivo   |
| -------- | ----------- |
| Encelado | enceladiano |
| Titano   | titaniano   |

## Asteroidi
| Nome  | Aggettivo |
| ----- | --------- |
| Vesta | vestano   |

## Galassie
| Nome              | Aggettivo e sostantivo | Solo aggettivo |
| ----------------- | ---------------------- | -------------- |
| Andromeda         | andromediano           |                |
| Nubi di Magellano | magellanico            |                |
| Via lattea        |                        | galattico      |